# Ernst von Bodelschwingh der Ältere

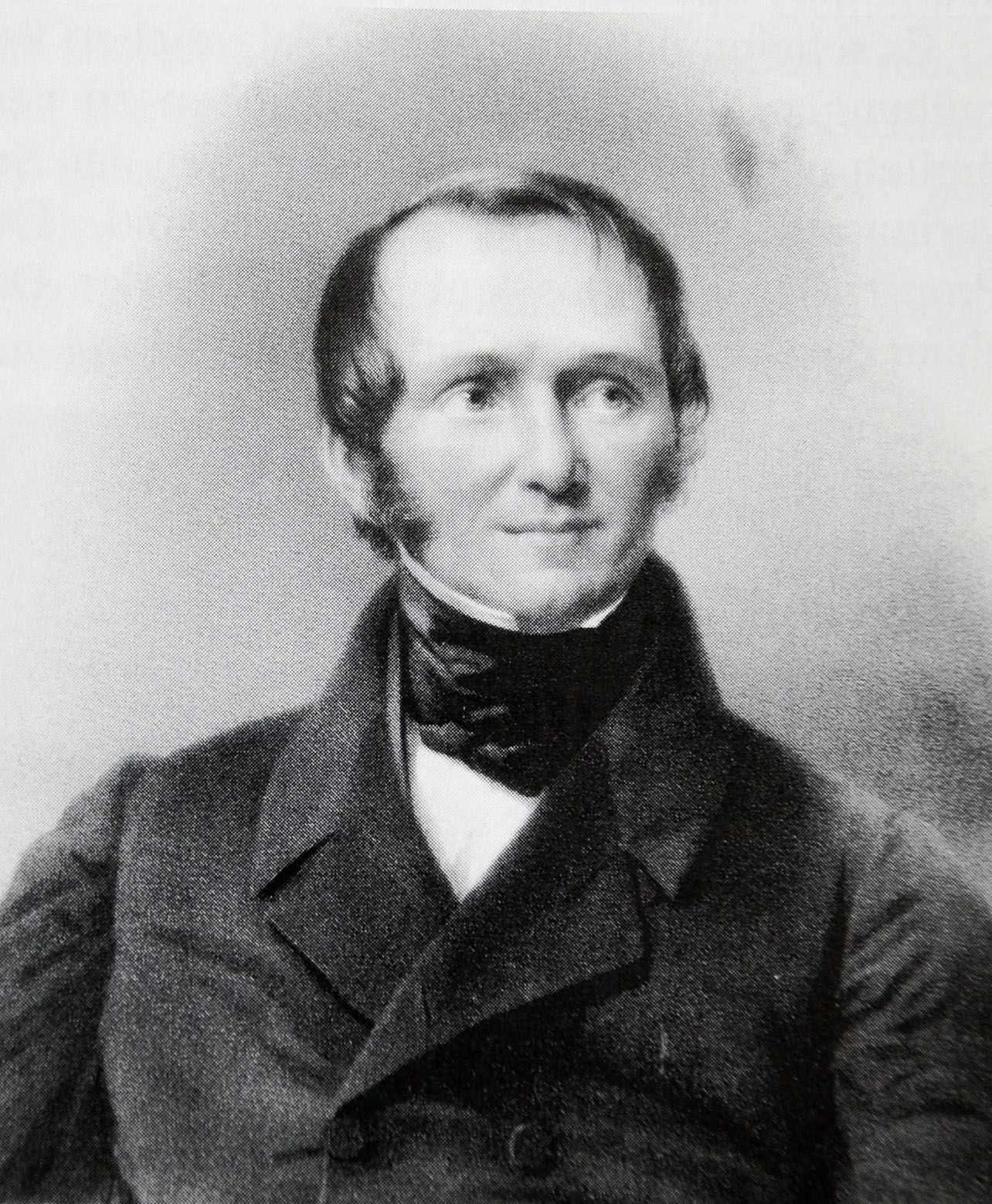
Friedrich Jentzen: Ernst von Bodelschwingh

Ernst Albert Karl Wilhelm Ludwig von Bodelschwingh (* 26. November 1794 auf Haus Velmede bei Weddinghofen; † 18. Mai 1854 in Medebach, Sauerland) war ein deutscher Verwaltungsjurist und Staatsminister in Preußen.

## Leben
Ernst von Bodelschwingh entstammt dem westfälischem Uradel. Seine Eltern waren Franz von Bodelschwingh und Friederike geb. von Plettenberg zu Heyde. Sein Bruder Carl von Bodelschwingh war 1862–1866 preußischer Finanzminister.
Nach dem Abitur am Gymnasium Hammonense besuchte Ernst im Herzogtum Nassau die Forstakademie in Dillenburg. Anschließend studierte er Staats- und Rechtswissenschaften an der neuen Friedrich-Wilhelms-Universität zu Berlin. 1813 nahm er unter dem Pseudonym „von Boden“ an den Befreiungskriegen teil. Als Mitglied des Leibregiments kämpfte er in der Schlacht bei Großgörschen, der Schlacht bei Lützen, der Schlacht bei Bautzen und der Völkerschlacht bei Leipzig. Er erhielt beide Eisernen Kreuze. In den Kämpfen bei Freyburg mit einem Lungendurchschuss verwundet, wurde er durch Friedrich Georg von Stein gerettet und brauchte acht Monate für die Genesung. Allerdings blieb seine Gesundheit durch diese Verletzung angeschlagen. Er setzte sein Studium 1814 an der Georg-August-Universität Göttingen fort und wurde Mitglied des Corps Guestphalia II. Beim Kriegsausbruch 1815 zum Offizier ernannt, beendete er den Krieg als Major. Als Angehöriger der Landwehr wurde er 1842 zum Oberst befördert.

## Familie
Ernst von Bodelschwingh heiratete am 27. Juli 1822 Charlotte von Diest (* 27. November 1793; † 27. Mai 1869), eine Tochter des Tribunalpräsidenten Friedrich von Diest und der Maria von Oven. Aus der Ehe entstammten zwei Töchter und fünf Söhne, darunter:
- Friederike Julie Eleonore Charlotte (* 25. Februar 1826)
- Franz Karl August Ludwig, Landrat des Kreises Hamm (* 9. November 1827; † 3. April 1890) ⚭ Clara von Hymmen (* 11. April 1832)
- Friedrich, Pastor, evangelischer Theologe und Gründer der Von Bodelschwinghschen Stiftungen Bethel (* 6. März 1831) ⚭ Ida von Bodelschwingh (* 15. April 1835; † 5. Dezember 1894)
- Ernst Friedrich Eugen August (* 31. Oktober 1834; † 8. Mai 1863), Premier-Lieutenant ⚭ 1860 Elise von Stein (* 13. September 1832; † 10. Dezember 1892)

## Wirken
Nach Abschluss seines Studiums war v. Bodelschwingh Referendar und Assessor bei den Regierungen im Regierungsbezirk Münster, Regierungsbezirk Kleve und Regierungsbezirk Arnsberg und für kurze Zeit im Finanzministerium in Berlin.

### Beginn der Verwaltungs- und politischen Laufbahn
1822 wurde er zum Landrat des Kreises Tecklenburg ernannt und blieb bis 1831 in dieser Position. Anschließend wurde er Oberregierungsrat in Köln und bereits ein halbes Jahr später Regierungspräsident in Trier.
1830 bis 1833 gehörte er für den Wahlbezirk Mark dem Provinziallandtag der Provinz Westfalen an. Nach der Einberufung des Vereinigten Landtages war v. Bodelschwingh als königlicher Kommissar für die Vorbereitung und Durchführung zuständig.
Im Sommer 1834 wurde v. Bodelschwingh von König Friedrich Wilhelm III.  zum Oberpräsidenten der Rheinprovinz in Koblenz ernannt. Mit 39 Jahren war er einer der jüngsten Oberpräsidenten in Preußen. Diese Karriere blieb in der preußischen Verwaltungsgeschichte einzigartig. Doch hier endete von Bodelschwinghs Aufstieg nicht.

### Ämter in Berlin, Ausstieg und Rückkehr zur Politik
1842 ernannte König Friedrich Wilhelm IV. ihn zum Finanzminister, woraufhin er die Rheinprovinz verließ und mit seiner Familie nach Berlin zog. Nach Ausscheiden des Grafen Alvensleben wurde von Bodelschwingh 1844 Kabinettsminister. 1845 übernahm er das Amt des Innenministers. Damit war er der ranghöchste Minister Preußens. Als Präsident und königlicher Commissarius in Berlin unterstanden ihm verschiedene Einrichtungen, in den 1840er Jahren auch das Kur- und Neumärkisches Ritterschaftliche Kreditinstitut.
Als er sich mit der königlichen Politik nicht mehr arrangieren konnte und es 1848 zur Märzrevolution kam, zog er sich aus der Politik zurück. Er kehrte mit seiner Familie nach Westfalen auf das elterliche Gut Haus Velmede in Weddinghofen, heute Stadtteil der Stadt Bergkamen, zurück. Im September 1849 kehrte von Bodelschwingh in die Politik zurück.
Er kandidierte im Wahlkreis Soest–Hamm als Abgeordneter für die Zweite Kammer des Preußischen Landtages. Er gehörte zur rechtsliberalen Centrumsfraktion (nicht zu verwechseln mit der Deutschen Zentrumspartei). Er saß nach der Deutschen Revolution im Volkshaus des Erfurter Unionsparlaments. Er war Abgeordneter des 4. Wahlbezirks der Stadt Berlin und Vorsitzender des Verfassungsausschusses. Bis März 1850 war er Präsident des Verwaltungsrates der Union.
1852 wurde von Bodelschwingh zum Regierungspräsidenten des Regierungsbezirks Arnsberg ernannt.
Mit 59 Jahren erlag von Bodelschwingh auf einer Dienstreise seinem Lungenleiden.

## Werke
- Ernst von Bodelschwingh: Leben des Ober-Präsidenten Freiherrn von Vincke: Nach seinen Tagebüchern bearbeitet. Georg Reimer, Berlin 1853. Digitalisat